# دیدیه وانوورشلد
دیدیه وانوورشلد (فرانسوی: Didier Vanoverschelde‎؛ زادهٔ ۵ آوریل ۱۹۵۲) دوچرخه‌سوار اهل فرانسه است.